# آدرنالین: عجله ترس
آدرنالین: عجله ترس (به انگلیسی: Adrenalin: Fear the Rush) فیلمی محصول سال ۱۹۹۶ و به کارگردانی آلبرت پایون است. در این فیلم بازیگرانی همچون کریستوفر لمبرت، ناتاشا هنستریج، نوربرت وایسر و اندرو دیوف ایفای نقش کرده‌اند.